# Camp II Point
Camp II Point är en kulle i Antarktis. Den ligger i Östantarktis. Nya Zeeland gör anspråk på området. Toppen på Camp II Point är 806 meter över havet.
Terrängen runt Camp II Point är varierad. Trakten är obefolkad. Det finns inga samhällen i närheten. 